# Handboogdoelen (Amsterdam)

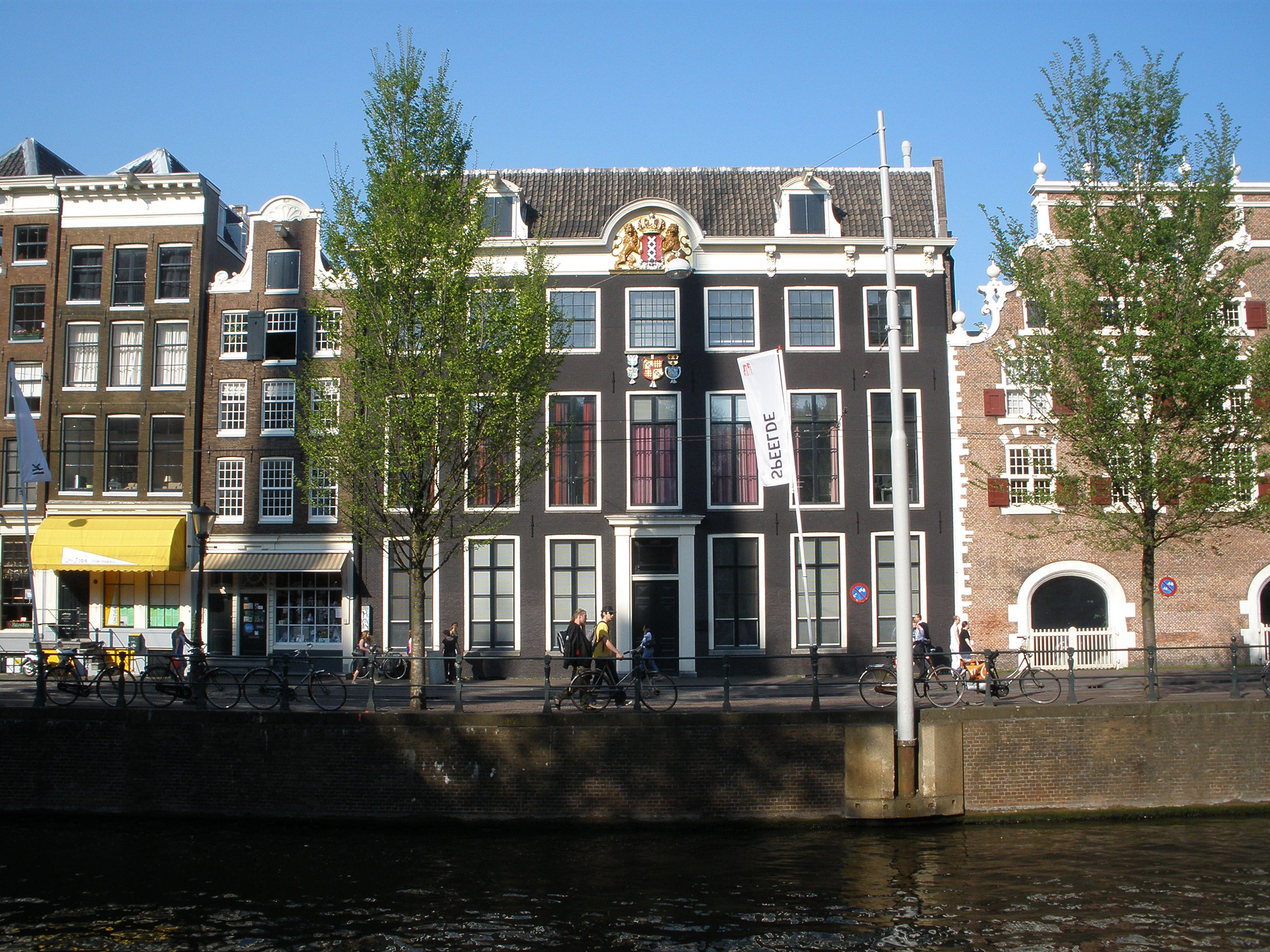
De huidige Handboogdoelen. Rechts het Stads-Bushuis.

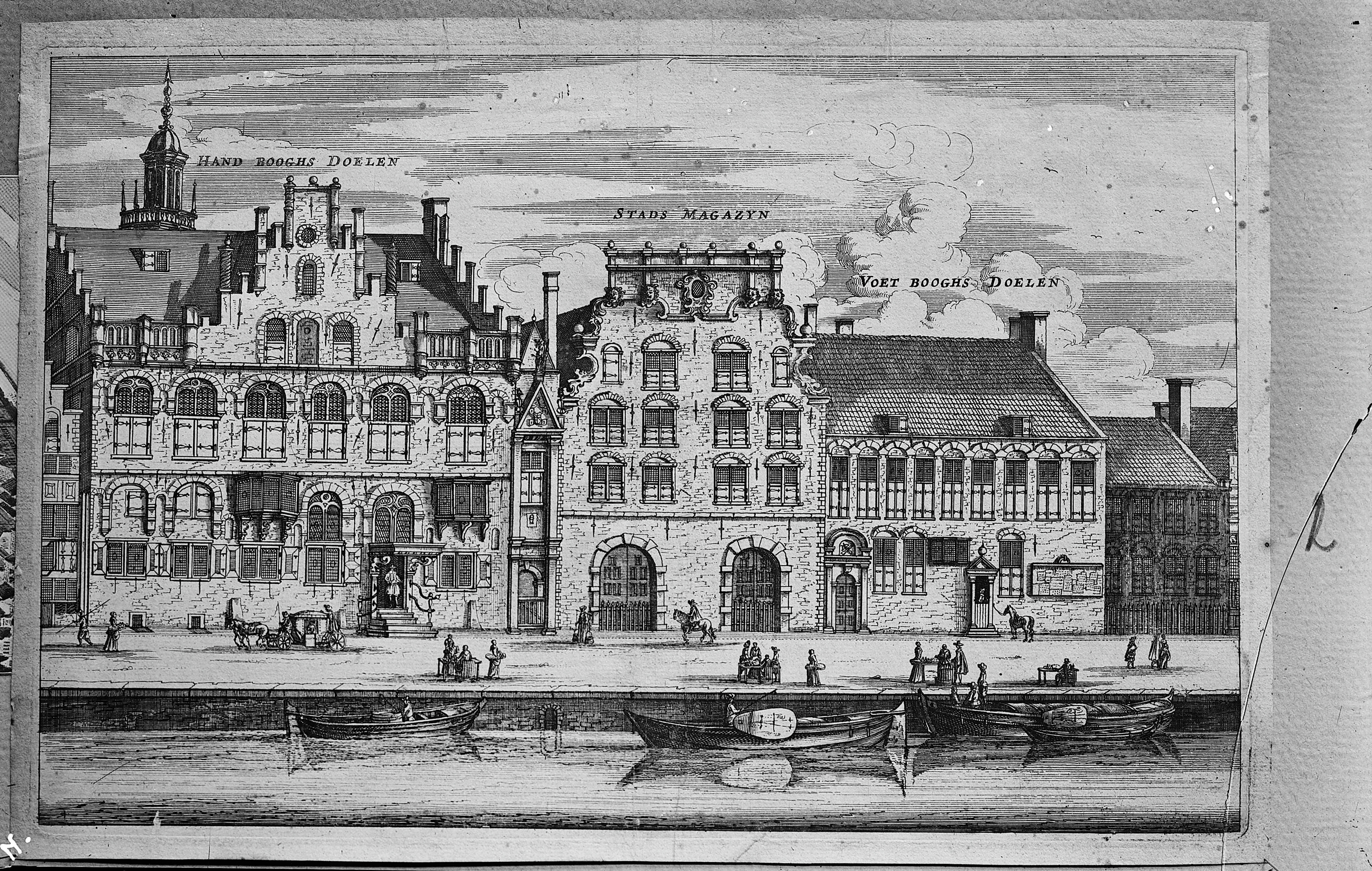
Gravure uit 1663 van de toenmalige Handboogdoelen (links), met ernaast het Stads-Bushuis en de Voetboogdoelen aan het Singel.

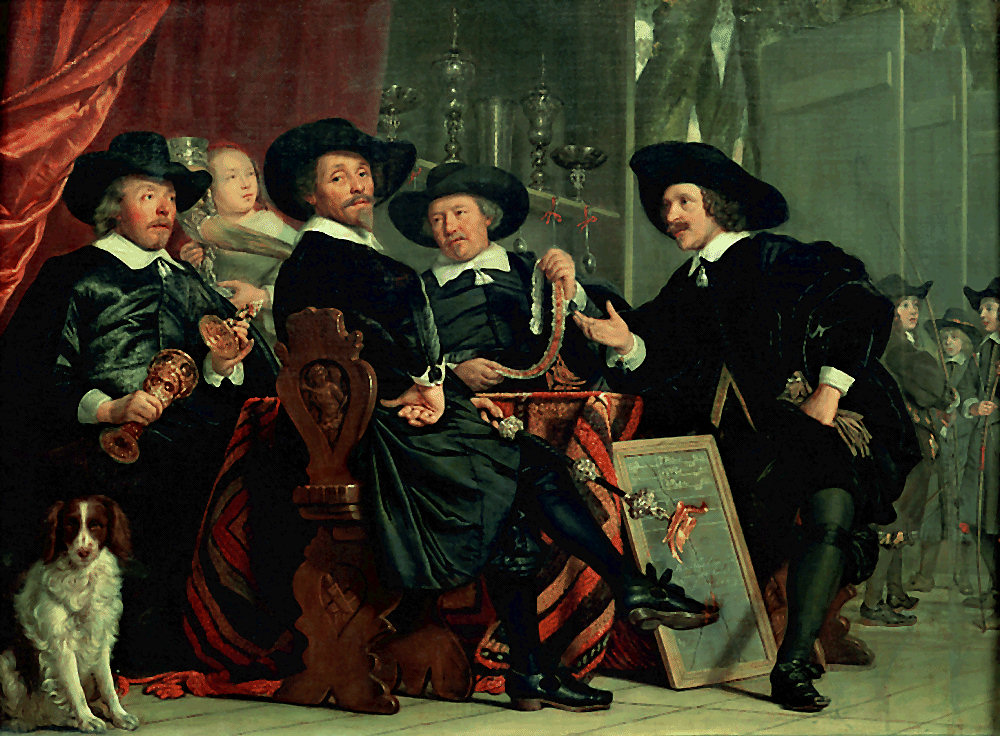
Schilderij door Bartholomeus van der Helst (1653) van de bestuursleden van de Amsterdamse handboogschutters, namelijk Frans Banning Cocq, Jan van de Poll, Albert Dircksz. Pater en Jan Willemsz. Blaeu.

De Handboogdoelen, ook wel Garnalendoelen, Grote Doelen of St. Sebastiaansdoelen genoemd, is een vroeg-16e-eeuws gebouw aan het Singel in Amsterdam, nabij het Koningsplein, waar de plaatselijke schutterij van boogschutters bijeenkwam.
Het huidige gebouw aan Singel 421 is voornamelijk 18e-eeuws en maakt deel uit van het hoofdcomplex van de Universiteitsbibliotheek van Amsterdam. De Handboogstraat, die achter het gebouw loopt, herinnert nog aan de doelen.
De Handboogdoelen was een van drie doelens in Amsterdam. De andere twee – nu verdwenen – waren de Voetboogdoelen aan Singel 425 en de Kloveniersdoelen in de Nieuwe Doelenstraat. De schutters van de Handboogdoelen schoten met een handboog, terwijl de schutters van de Voetboogdoelen met kruisbogen bewapend waren. Feitelijk verloor de Amsterdamse schutterij in het midden van de 17e eeuw haar praktische verdedigingsfunctie. Lidmaatschap van de schutterij werd vooral een erepositie met een sociale functie, voorbehouden aan de rijkste en machtigste burgers van Amsterdam, die in de doelen bijeenkwamen om gezellig te eten, drinken en roken.
Het gebouw werd rond 1509 in gebruik genomen als de Handboogdoelen, naar de schutspatroon Sebastiaan ook wel St. Sebastiaansdoelen genaamd. De schietbaan waar de boogschutters konden oefenen lag in de richting van de Kalverstraat. Een nog bestaand poortje uit ca. 1650, nu aan de Handboogstraat, verschafte toegang tot de terreinen achter het gebouw. Op het poortje met Dorische zuilen zijn verschillende voorwerpen afgebeeld die naar het schuttersgilde verwijzen.
De compagnieën en bestuurders van de handboogschutterij werden herhaaldelijk vereeuwigd op schuttersstukken die in de Handboogdoelen gehangen werden. Zo schilderde Jan Tengnagel in 1613 een compagnie van 17 schutters onder bevel van kapitein Geurt van Beuningen; het schilderij bevindt zich nu in het Rijksmuseum. Bartholomeus van der Helst schilderde rond 1653 de "overlieden" (bestuursleden) van de schutterij; een kopie van dit schilderij hangt nu in het Louvre. Jan Weenix schilderde een behangsel met een jachttafereel voor op de muur.
Rembrandt schetste de gevel van de Handboogdoelen.

## Herberg en hotel
In de 17e eeuw werd het gebouw ook gebruikt door de stad als logement om voorname gasten in onder te brengen. De functie als doelen eindigde in 1672 toen het gebouw werd verpacht aan een kastelein. De herberg werd eind 17e eeuw uitgebreid met extra kamers en zalen op een nieuwe verdieping en, via een verbinding naar het ernaast gelegen huis, in de richting van de Lutherse Kerk.
In 1733 werd het gebouw verbouwd er kreeg een nieuwe gevel. Deze lijstgevel bevat het wapen van Amsterdam en vijf kleine wapens tussen de vensters hieronder: het wapen van de schutterij en de vier wapens van de "overlieden" (bestuursleden) van de schutterij (waaronder Frans Banning Cocq, bekend van De Nachtwacht) die rond 1648 het poortje hadden gebouwd.
Het gebouw was eind 18e eeuw een verzamelplaats voor de patriotten. Zo werd in de feestzaal van het gebouw (nu nog in gebruik als aula) in 1786 een grote feestmaaltijd gehouden om het bondgenootschap met Frankrijk te vieren.
In de 19e eeuw werd de herberg een gerenommeerd hotel. Het hotel had de naam Hotel de Garnalen Doelen, ter onderscheid van Brack's Doelen Hotel (nu Doelen Hotel).

## Universiteit en bibliotheek
In 1860 besloot de stad het gebouw ter beschikking te stelling aan het Athenaeum Illustre, voorloper van de Universiteit van Amsterdam. De stadsbibliotheek, voorloper van de huidige universiteitsbibliotheek, verhuisde rond 1881 van de Agnietenkapel naar de Handboogdoelen, toen de kapel te klein en bouwvallig geworden was om de universiteitsbibliotheek te huisvesten. De doelen maken nog altijd deel uit van het hoofdcomplex van de universiteitsbibliotheek. In de 20e eeuw werden ook de omringende panden bij de bibliotheek gevoegd.
In het gebouw was het eerste laboratorium van de natuurkundige Johannes Diderik van der Waals gevestigd, tot hij rond 1883 zijn intrek nam in een pand aan de Plantage Muidergracht.
Bij een restauratie in 1968 kwam veel van het oorspronkelijke vroeg-16e-eeuwse gebouw weer tevoorschijn, waaruit bleek dat het gebouw mogelijk het oudste metselwerk en de enige laat-middeleeuwse schouw van de stad bevat. Op de begane grond van het pand bevindt zich de Doelenzaal (niet te verwarren met de Doelenzaal aan de Kloveniersburgwal) die in gebruik is als aula voor lezingen, colleges, vergaderingen, promoties en ontvangsten.

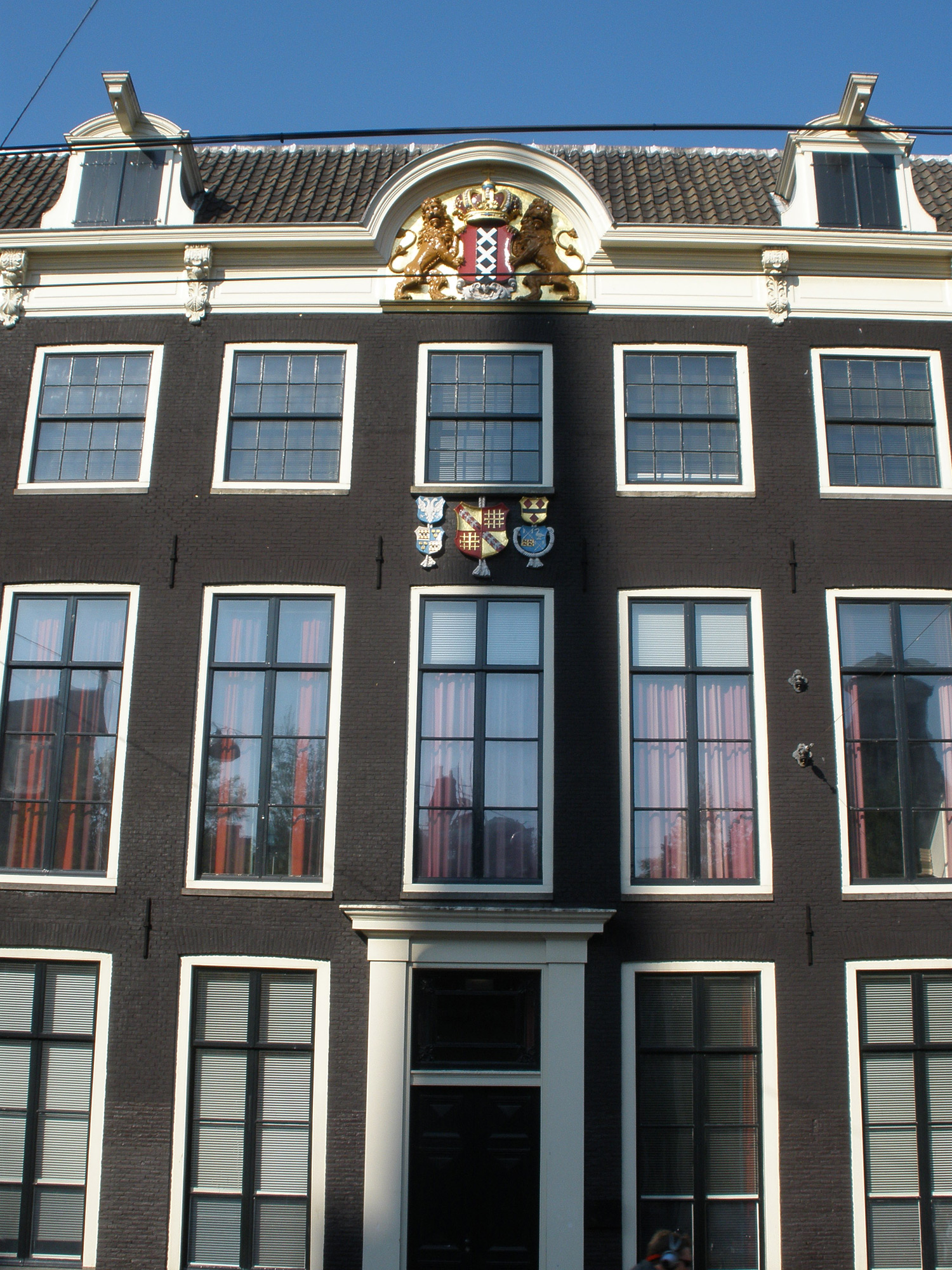
De Handboogdoelen, 2008. Detail van de gevel
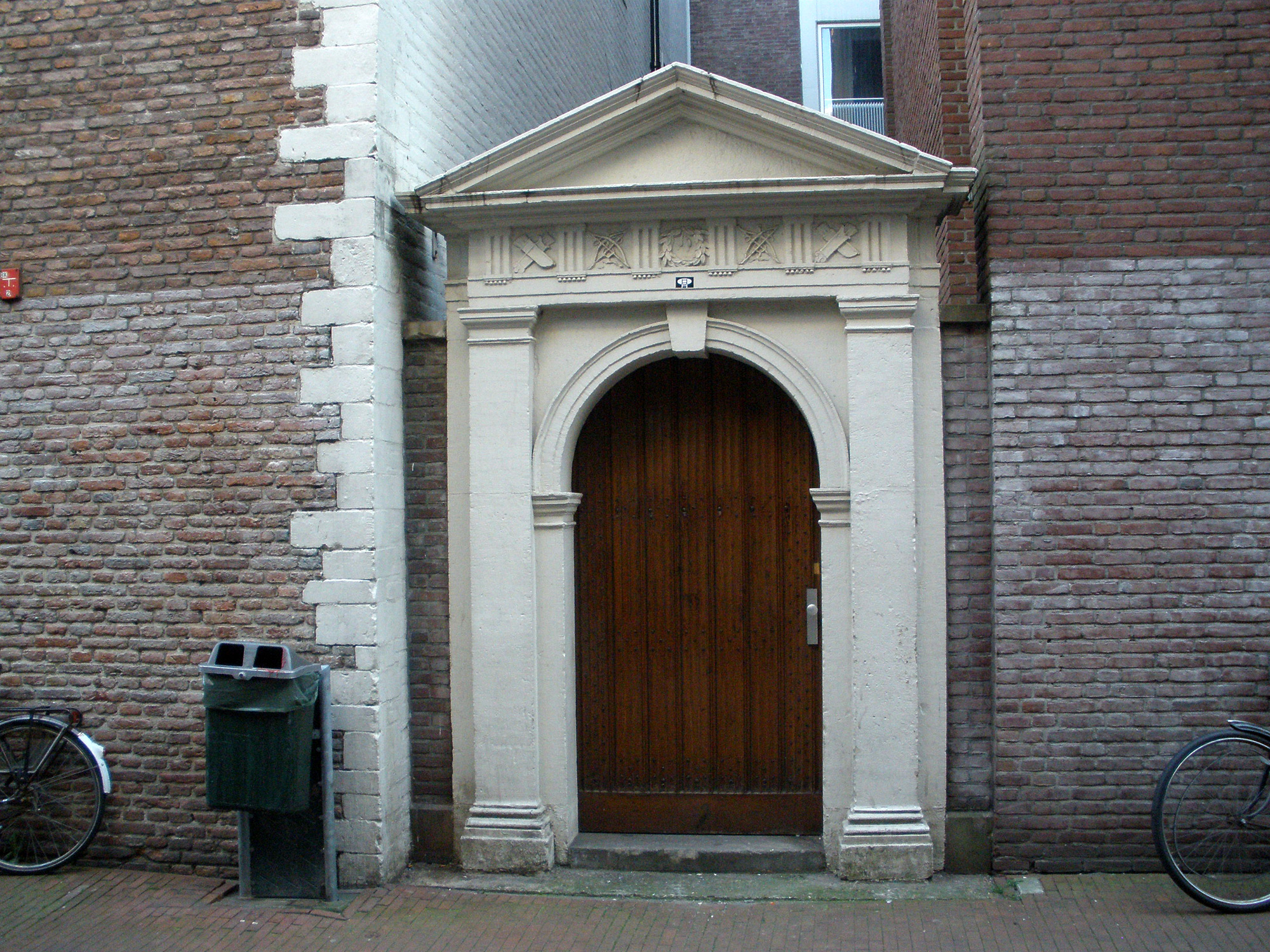
Het poortje van de Handboogdoelen in de Handboogstraat